# Centurion (Sudáfrica)
Centurion (antes conocida como Verwoerdburg) es un área con 236 580 habitantes en la provincia sudafricana de Gauteng, localizada entre Pretoria y Midrand (Johannesburgo). Anteriormente fue un municipio independiente, con su propio consejo de localidad, pero forma parte del Municipio Metropolitano de la Ciudad de Tshwane desde 2000. Su centro está localizado en la intersección de las rutas N1 y N14. La ruta R21 también se interseca con Centurion.
La base aérea de AFB Waterkloof, así como la AFB Swartkop (que incluye el Museo de la Fuerza Aérea de Sudáfrica) están asentadas en Centurion.
Cuenta con el Hospital Unitas, el mayor hospital privado en el continente africano (incluyendo un helipuerto) que es parte del grupo Netcare.